# Шарена утва
Шарена утва (лат. Tadorna tadorna) врста је птице из рода Tadorna. Распрострањена је у Евроазији, а живи у регионима умерене климе, па тако и у Србији, где је релативно нова, веома ретка гнездарица. Зимује у северозападном делу Африке, најчешће у Магребу.

## Опис
Назив рода шарене утве потиче од француског назива Tandorne. Пронађене су и фосилне кости, које вероватно припадају изумрлој врсти утве (за које данас не постоји јасан род) због њихове ране старости из плеистоцена, док се данашња врста из евиденције фосилног записа води као настала 2–3 милиона година касније.
Шарена утва подсећа на гуску што се тиче величине и облика. То је упечатљива птица због своје црвено-розе боје, розе ногу, црног стомака, тамнозелене главе и врата. Мужјаци и женке се скоро не разликују, осим што у сезони парења мужјак добија неку врсту израштаја на бази кљуна. Код женке се назире танак бели прстен који уоквирује корен кљуна. Пачићи су бели са црном главом. Њихов крик се чује као труба аутомобила.

## Станиште
Ова птица насељава Евроазију. Већи број популације мигрира у суптропска подручја током зиме, мада ова врста углавном борави у западној Европи. Шарена утва је уобичајена око обала Велике Британије и Ирске (где је једноставно позната као утва). Видети ову птицу је реткост у Северној Америци. То је птица селица и сваке године прелази исти пут од летњих станишта до зимских одмаралишта.

## Живот
Женка може да снесе 8–16 јаја и лежи на њима око 30 дана. Све време инкубације бригу о јајима води искључиво женка. Ова врста се јавља у близини река и језера, где се гнези на отвореном, у дупљама, балама сена или чак рупама у земљи. Младунци ће заронити у воду како би се сакрили од предатора, а одрасли ће одлетети.
Ова птица је једна од врста на коју се примењује Споразум о заштити афричко-евроазијских миграторних водених птица. У Србији је строго заштићена, неловна врста. Јавља се у мањим јатима углавном у зимском периоду, а доказано се гнезди само на неколико локалитета, у веома малом броју, који се процењује на свега 4–6 пари.